# The Music...The Mem'ries...The Magic!
The Music...The Mem'ries...The Magic! è un album dal vivo della cantante statunitense Barbra Streisand, pubblicato nel 2017.

## Tracce
Edizione Standard
1. People (Overture) – 1:30
2. The Way We Were – 3:54
3. Everything – 4:06
4. Being at War with Each Other – 3:33
5. No More Tears (Enough Is Enough) – 2:14
6. Evergreen – 5:06
7. You Don't Bring Me Flowers – 3:28
8. Being Alive – 3:18
9. Papa, Can You Hear Me? – 5:17
10. Pure Imagination – 6:11
11. Who Can I Turn To (When Nobody Needs Me) (with Anthony Newley) – 3:50
12. Losing My Mind – 4:02
13. Isn't This Better – 2:38
14. How Lucky Can You Get – 4:15
15. Don't Rain on My Parade – 3:45
16. People – 4:22
17. Climb Ev'ry Mountain (with Jamie Foxx) – 6:22
18. Happy Days Are Here Again – 4:16
19. I Didn't Know What Time It Was – 6:04

Edizione Deluxe
1. People (Overture) – 1:30
2. The Way We Were – 3:31
3. Introductory Remarks – 2:20
4. Everything – 4:40
5. Being at War with Each Other – 3:33
6. No More Tears (Enough Is Enough) – 2:24
7. Evergreen – 5:06
8. You Don't Bring Me Flowers – 4:25
9. Being Alive – 4:34
10. Directing Movies – 3:07
11. Papa, Can You Hear Me? – 4:56
12. Pure Imagination – 6:11
13. Making Encore – 3:01
14. Who Can I Turn To (When Nobody Needs Me) (with Anthony Newley) – 3:48
15. Losing My Mind – 4:31
16. Isn't This Better – 2:38
17. How Lucky Can You Get – 4:15
18. Don't Rain on My Parade – 3:45
19. People – 4:22
20. Climb Ev'ry Mountain (with Jamie Foxx) – 7:03
21. Happy Days Are Here Again – 3:35
22. Jingle Bells? – 3:50
23. With One More Look at You – 6:11
24. I Didn't Know What Time It Was – 6:01
25. By the Way – 3:11
26. Children Will Listen – 3:36
27. Everything Must Change – 3:41